# DGCR6
DGCR6 (англ. Protein DGCR6) – білок, який кодується однойменним геном, розташованим у людей на короткому плечі 22-ї хромосоми. Довжина поліпептидного ланцюга білка становить 220 амінокислот, а молекулярна маса — 24 989.
| 10         |  | 20         |  | 30         |  | 40         |  | 50         |
| ---------- |  | ---------- |  | ---------- |  | ---------- |  | ---------- |
| MERYAGALEE |  | VADGARQQER |  | HYQLLSALQS |  | LVKELPSSFQ |  | QRLSYTTLSD |
| LALALLDGTV |  | FEIVQGLLEI |  | QHLTEKSLYN |  | QRLRLQNEHR |  | VLRQALRQKH |
| QEAQQACRPH |  | NLPVLQAAQQ |  | RELEAVEHRI |  | REEQRAMDQK |  | IVLELDRKVA |
| DQQSTLEKAG |  | VAGFYVTTNP |  | QELMLQMNLL |  | ELIRKLQQRG |  | CWAGKAALGL |
| GGPWQLPAAQ |  | CDQKGSPVPP |  |            |  |            |  |            |

A: Аланін

C: Цистеїн

D: Аспарагінова кислота

E: Глутамінова кислота

F: Фенілаланін

G: Гліцин

H: Гістидин

I: Ізолейцин

K: Лізин

L: Лейцин

M: Метіонін

N: Аспарагін

P: Пролін

Q: Глутамін

R: Аргінін

S: Серин

T: Треонін

V: Валін

W: Триптофан

Кодований геном білок за функцією належить до фосфопротеїнів. 
Задіяний у такому біологічному процесі, як альтернативний сплайсинг. 
Локалізований у ядрі.